# Gamogyne
Gamogyne, biljni rod  iz porodice kozlačevki dio tribusa Schismatoglottideae, potporodica Aroideae.
Postoje šest priznatih vrsta, trajnice,  sve su endemi sa Bornea.

## Vrste
1. Gamogyne bella (S.Y.Wong & P.C.Boyce) S.Y.Wong & P.C.Boyce
2. Gamogyne burbidgei N.E.Br.
3. Gamogyne colata (P.C.Boyce & S.Y.Wong) S.Y.Wong & P.C.Boyce
4. Gamogyne deceptrix (P.C.Boyce & S.Y.Wong) S.Y.Wong & P.C.Boyce
5. Gamogyne helix (S.Y.Wong & P.C.Boyce) S.Y.Wong & P.C.Boyce
6. Gamogyne lurida (S.Y.Wong & P.C.Boyce) S.Y.Wong & P.C.